# Khiêu Đình
Khiêu Đình (tiếng Trung: 猇亭区; bính âm: Xiāotíng qū) là một khu (quận) thuộc địa cấp thị Nghi Xương, tỉnh Hồ Bắc, Trung Quốc.

### Nhai đạo
- Cổ Lão Bối (古老背街道)
- Vân Trì (云池街道)
- Hổ Nha (虎牙街道)